# Один сатанг
Один сатанг — монета в Таиланде, равная 1⁄100 тайского бата, до 1928 года — 1⁄100 сиамского тикаля. В обращении практически не используется.

## История
Первые монеты в один сатанг выпускались с 1908 по 1937 годы и имели отверстие в центре. Они были отчеканены из бронзы, на них было имя короля Рамы VI. Монеты похожего дизайна чеканились в 1939 году с именем короля Рамы VIII. В 1941 году дизайн монет изменился, однако они всё ещё были из бронзы и имели отверстие в центре. Отверстие было удалено в 1942 году, теперь монеты чеканились из олова. Дизайн был снова изменён в 1944 году, олово было заменено на цинк, хотя монета сохранила свои технические характеристики. После этого монеты номиналом в 1 сатанг не выпускались до 1987 года.
Монета была возвращена в обращение в 1987 с изменённым дизайном и сделанная из сплава алюминия. Это была первая монета номиналом в один сатанг с изображением монарха, короля Рамы IX, который создал Вуттичай Саенгнгоен. В 1996 году была реализована памятная монета в честь 50-летия правления короля Рамы IX с изображением на аверсе короля на его коронации. В 2008 году на аверсе более старый портрет короля был заменён на более новый.

## Характеристики монет
| Изображение    | Диаметр | Толщина | Масса  | Материал                      | Аверс                               | Реверс                                                               | Годы чеканки |
| -------------- | ------- | ------- | ------ | ----------------------------- | ----------------------------------- | -------------------------------------------------------------------- | ------------ |
| Аверс · Реверс | 22,5 мм |         | 5 г    | бронза                        | Растительный орнамент и год чеканки | Указание номинала и страны с изображением змеи                       | 1908—1937    |
|                | 22,4 мм | 1,8 мм  | 4,75 г | бронза                        | Растительный орнамент и год чеканки | Указание номинала и страны с изображением змеи                       | 1939         |
| Аверс · Реверс | 20 мм   |         | 3,5 г  | бронза                        | Растительный орнамент и год чеканки | Указание номинала и страны с растительным орнаментом                 | 1941         |
| Аверс · Реверс | 15 мм   | 1,43 мм | 1,5 г  | олово                         | Растительный орнамент и год чеканки | Указание номинала и страны с растительным орнаментом                 | 1942         |
| Аверс · Реверс | 15 мм   |         | 1,5 г  | цинк                          | Растительный орнамент и год чеканки | Указание номинала и страны с растительным орнаментом                 | 1944         |
|                | 15 мм   |         | 0,5 г  | 97,5 % алюминий, 2,5 % магний | Портрет Рамы IX и его имя           | Указание номинала, страны и года, изображение храма Тхат Харипунджая | 1987—2007    |
|                | 15 мм   |         | 0,5 г  | 99 % алюминий                 | Портрет Рамы IX и его имя           | Указание номинала, страны и года, изображение храма Тхат Харипунджая | 2008—н. в.   |

### Памятные монеты
| Изображение              | Диаметр                  | Толщина                  | Масса                    | Материал                      | Аверс                                      | Реверс                                           | Годы чеканки             |
| 50 лет коронации Рамы IX | 50 лет коронации Рамы IX | 50 лет коронации Рамы IX | 50 лет коронации Рамы IX | 50 лет коронации Рамы IX      | 50 лет коронации Рамы IX                   | 50 лет коронации Рамы IX                         | 50 лет коронации Рамы IX |
| ------------------------ | ------------------------ | ------------------------ | ------------------------ | ----------------------------- | ------------------------------------------ | ------------------------------------------------ | ------------------------ |
|                          | 15 мм                    |                          | 0,5 г                    | 97,5 % алюминий, 2,5 % магний | Портрет Рамы IX на его коронации и его имя | Указание номинала, страны, повода выпуска и даты | 1996                     |

## Чекан по годам
| Год                                       | Монет отчеканено | Примечания               |
| Тип 1                                     | Тип 1            | Тип 1                    |
| ----------------------------------------- | ---------------- | ------------------------ |
| 1908                                      | 17 000 000       |                          |
| 1909                                      | 150 000          |                          |
| 1910                                      | 9 000 000        |                          |
| 1911                                      | 30 000 000       |                          |
| 1913                                      | 10 000 000       |                          |
| 1914                                      | 10 000 000       |                          |
| 1915                                      | 5 000 000        |                          |
| 1918                                      | 18 880 000       |                          |
| 1919                                      | 6 400 000        |                          |
| 1920                                      | 17 240 000       |                          |
| 1921                                      | 6 360 000        |                          |
| 1923                                      | 14 000 000       |                          |
| 1924                                      | ?                |                          |
| 1926                                      | 20 000 000       |                          |
| 1927                                      | 30 000 000       |                          |
| 1929                                      | 50 000 000       |                          |
| 1935                                      | 49 861 000       |                          |
| 1937                                      | 9 922 000        |                          |
| Тип 2                                     |                  |                          |
| 1939                                      | 23 170 000       |                          |
| Тип 3                                     |                  |                          |
| 1941                                      | ?                |                          |
| Тип 4                                     |                  |                          |
| 1942                                      | 20 700 000       |                          |
| Тип 5                                     |                  |                          |
| 1944                                      | 11 920 000       |                          |
| Тип 6                                     |                  |                          |
| 1987                                      | 93 000           |                          |
| 1988                                      | 200 000          |                          |
| 1989                                      | 109 000          |                          |
| 1990                                      | 191 050          |                          |
| 1991                                      | 25 000           |                          |
| 1992                                      | 61 000           |                          |
| 1993                                      | 126 000          |                          |
| 1994                                      | 500 000          |                          |
| 1995                                      | 500 000          |                          |
| 1997                                      | 10 000           |                          |
| 1998                                      | 10 000           |                          |
| 1999                                      | 20 000           |                          |
| 2000                                      | 10 000           |                          |
| 2001                                      | 50 000           |                          |
| 2002                                      | ?                |                          |
| 2003                                      | 10 000           |                          |
| 2004                                      | 10 000           |                          |
| 2005                                      | 20 000           |                          |
| 2006                                      | 3 000            |                          |
| 2007                                      | 10 000           |                          |
| Памятная монета: 50 лет коронации Рамы IX |                  |                          |
| 1996                                      | ?                |                          |
| Тип 7                                     |                  |                          |
| 2008                                      | 10 000           | Только в годовых наборах |
| 2009                                      | 10 000           | Только в годовых наборах |
| 2010                                      | ?                | Только в годовых наборах |
| 2011                                      | ?                | Только в годовых наборах |
| 2012                                      | ?                | Только в годовых наборах |
| 2013                                      | ?                | Только в годовых наборах |
| 2014                                      | ?                | Только в годовых наборах |
| 2015                                      | 10 000           | Только в годовых наборах |
| 2016                                      | 10 000           | Только в годовых наборах |
| 2017                                      | 10 000           | Только в годовых наборах |